# 李潤基
李 潤基（Lee Yun Gi、イ・ユンギ、1947年5月3日 - 2010年8月27日）は、韓国の小説家、翻訳家。慶尚北道（現・大邱広域市）軍威郡出身。

## 略歴
1947年5月3日、慶尚北道（現・大邱広域市）軍威郡に生まれる。1977年、中央日報新春文芸に『하얀 헬리콥터(白いヘリコプター)』が当選し、文学活動をスタートした。しかし、創作よりは翻訳にもっと力を入れ、約20年間200本以上の翻訳書を出版した。韓国の翻訳文学の新しい地平を開いたと評価されるほど、李の翻訳は新しい創作並みの深さがあり、韓国ではトップレベルと認められている。ウンベルト・エーコの『薔薇の名前』やThomas Bulfinchのギリシャ・ローマ神話などの翻訳が有名である。
また、作家としての李は、翻訳作業を通じて得た豊富な教養と神話に対する該博な知識を元に、韓国文学では珍しい深い象徴と隠喩を小説に導入した作家として知られている。翻訳作業に長く携わりながら言葉の正確な意味について考えてきた作家らしく、李の文体は最も韓国語らしい表現をうまく駆使していると評価され、また深い叙述構造の話を繰り広げる力に優れている。1995年に短編『나비 넥타이(蝶ネクタイ)』は、翻訳家として活動してきた李が作家としての帰還を知らせた作品である。小学校からの友達の父がいつもつけていた蝶ネクタイに隠された秘密に関する話である。東仁文学賞受賞作でもある『숨은그림찾기(隠し絵探し)』は、尊敬される歴史先生と二人の弟子の話を通じて、表の関係だけではわからない人間という存在についての省察を表現した。
2010年8月27日死去。

## 年譜
- 1947年5月3日、慶尚北道（現・大邱広域市）軍威郡に生まれる[1]。
- 1991～1996年、米ミシガン州立大学宗教学招聘教授。
- 1998年、第29回東仁文学賞受賞。
- 2000年、第4回韓国翻訳家賞受賞。
- 2000年、第8回大山文学賞受賞。
- 2010年8月27日死去。

## 代表作品
- 1977年、하얀 헬리콥터(白いヘリコプター) [3][4]
- 1991年、외길보기 두길보기
- 1994年、하늘의 문(空の扉)
- 1995年、사랑의 종자
- 1996年、햇빛과 달빛(日光と月光)
- 1998年、뿌리와 날개(根と羽)
- 1998年、나비 넥타이(蝶ネクタイ)
- 1999年、나무가 기도하는 집(木が祈る家)
- 1999年、어른의 학교(大人の学校)
- 2000年、그리운 흔적(懐かしい痕跡) 、두물머리(ドゥムルモリ)
- 2000-2002年、이윤기의 그리스 로마신화(李潤基のギリシャ・ローマ神話)
- 2001年、이윤기가 건너는 강(李潤基が渡る川)
- 2002年、무지개와 프리즘(虹とプリズム)
- 2003年、내 시대의 초상(我が時代の肖像)
- 約200以上の翻訳書がある。Thomas Bulfinchのギリシャ・ローマ神話を始め、『その男ソルバ』、ウンベルト・エーコの『薔薇の名前』、『フーコーの振り子』、『前日島』などの翻訳で有名。